# MS Isadora
MS Isadora – jeden z bliźniaczych masowców zbudowanych dla PŻM w stoczni Mitsui w Chiba (Japonia) w latach 1999–2000. Został odebrany ze stoczni w Japonii przez kpt. Zbigniewa Księżopolskiego. Obecnie pływa pod banderą cypryjską.

## Dane techniczne
Podstawowe dane jednostki:
- długość: ~200 m
- szerokość: ~23,6 m
- nośność: ~35 000 DWT
- zanurzenie konstrukcyjne: ~10,7 m
- prędkość: 14 węzłów

## Inne statki z serii
Do tej serii statków należą również:
- MS Irma
- MS Iryda
- MS Isa
- MS Isolda